# 浦添市立港川中学校

浦添市立港川中学校（うらそえしりつ みなとがわちゅうがっこう、英語: Urasoe City Minatogawa Junior High School）は、沖縄県浦添市港川一丁目にある公立中学校。略称は「港中」（みなちゅう）。

## 概要

### 歴史
本校は昭和59年1月1日に開設され、同年4月7日に浦添中学校から295名、仲西中学校から220名を迎え入れ開校した。

### 制服
夏服
- 男子: ワイシャツ（半袖）
- 女子: セーラー服（白・半袖）

冬服
- 男子: 学ラン
- 女子: セーラー服（黒・長袖）

### 進路指導
３年生には学校説明会の日程や入試情報などが記載されている進路情報 麗沢が配られる。お便りは港川中学校公式サイトで確認することができる。

### 朝読
普通日課8:15～8:35までの20分間、読書活動を行っている。朝の読書活動で朝読と呼ばれている。

## 沿革
- 1984年 - 浦添中学校、仲西中学校より分離されて設立される。
- 1988年 - 校歌制定（作詞：知花昌徳（初代校長）、作曲：中本朝昭）
- 1989年 - 第9回全日本リコーダーコンテスト 金賞（吹奏楽部）
- 1991年 - 第11回全日本リコーダーコンテスト 金賞（吹奏楽部）
- 1995年 - 法務省人権擁護局長より感謝状受賞
- 1996年 - 第16回全日本リコーダーコンテスト 銀賞（吹奏楽部）
- 1997年〜1999年 - 高円宮杯全日本中学校英語弁論大会 最優秀賞（個人）
- 1998年 - 県中体連 優勝（水泳男子団体）
- 2000年 - JOCジュニアオリンピックカップハンドボール大会 全国優勝
- 2001年 - 全日本リコーダーコンテスト  金賞、五重奏の部 銀賞（吹奏楽部）
- 2004年 - 全日本リコーダーコンテスト 金賞（吹奏楽部）
- 2014年 - 第9回春の全国中学校ハンドボール大会　3位（女子）
- 2014年 - 第10回九州中学校空手道競技大会 準優勝（女子団体型）
- 2014年 - 第43回九州中学校ハンドボール大会　準優勝（女子）
- 2014年 - 第43回全国中学校ハンドボール大会　全国優勝（女子）
- 2018年 - 合計卒業生が10000人を超えた
- 2021年 - 第42回全日本リコーダーコンテスト 合奏の部 金賞、四重奏の部 銀賞（吹奏楽部）
- 2021年 - 生徒の発案で自由靴登校が可能になった。[注釈 2]
- 2022年 - 太陽光発電システムの運用を開始[3][4][5][6]

## 学校教育目標
「知・徳・体」、調和のとれた教育を図り、心身ともに健全で人権と礼儀を重んじ、郷土を愛し、国際社会に貢献できる心豊かで活力にみちた生徒を育成する。

## 設備
校舎
校舎面積6，100㎡の四階建て。職員室側校舎と教室側校舎は渡り廊下でつながっている。教室側校舎には吹抜けがあり4階から生徒玄関を見下ろせる形になっている。
図書館
校舎の二階にあり、約15,000冊の本がある。月に一回としょかん だよりが発行される。お便りは港川中学校公式サイトで確認することができる。
体育館
体育館面積1，200㎡の二階建て。集会や体育の授業、部活で主に使われる。2階には体育館外の階段を使うか、体育館内の梯子を使うことで上がれる。
運動場
一周200ｍ。学校行事や体育の授業、部活で主に使われる。
プール
25ｍプールが6レーン設置されている。体育の授業のほかにハーリーの練習にも使用される。
テニスコート
体育館の上と横の2か所にあり、体育館上のコートは上コート、体育館横のコートは下コートと呼ばれている。

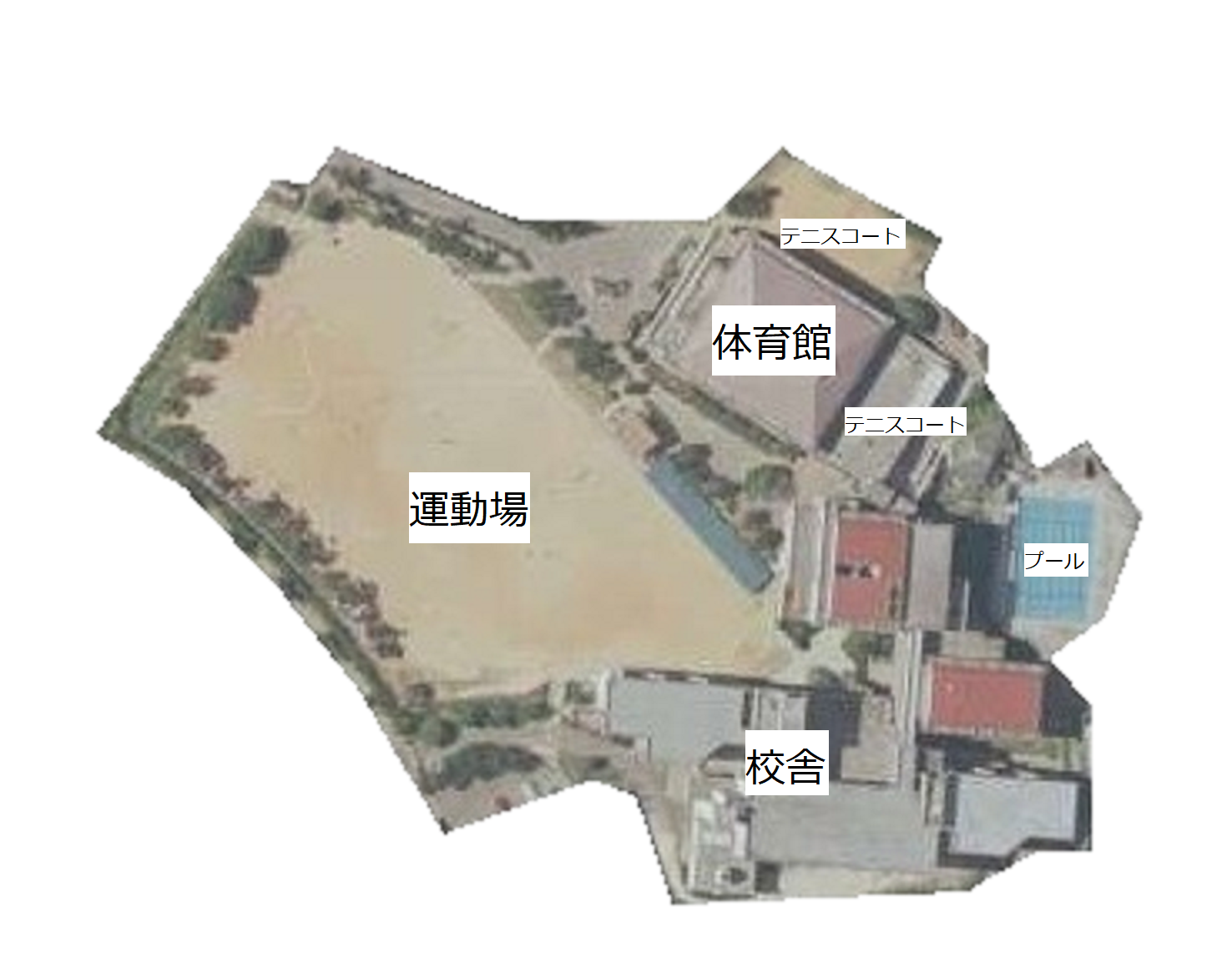
航空写真

## 学年カラー
港川中学校では学年別に赤、青、緑の3色の学年カラーで色分けされている。学年カラーは制服の名前刺繍や、体育着、指定靴などに彩られている。進級すれば学年カラーが変わるということはなく、入学時の学年カラーのまま卒業までの3年間変更なしとなっている。

## 学校行事
| 4月  | 春休み、入学式、始業式、生徒会入会式 |
| 5月  | 校内陸上競技大会、那覇地区中体連     |
| 6月  | 定期テスト                           |
| 7月  | 県中学校体育大会                     |
| 10月 | 麗沢祭、定期テスト、地区駅伝競技大会 |
| 11月 | 合唱コンクール                       |
| 12月 | 定期テスト                           |
| 2月  | 中学校入学説明会                     |
| 3月  | 高校入試、卒業式、終業式、離任式     |

## 部活動・同好会
| 運動部                     | 文化部   | 同好会       |
| -------------------------- | -------- | ------------ |
| サッカー部                 | 吹奏楽部 | 空手同好会   |
| ソフトテニス部             | 美術部   | 茶道同好会   |
| 卓球部                     |          | 水泳同好会   |
| テニス部                   |          | バンド同好会 |
| ハンドボール部             |          |              |
| バスケットボール部         |          |              |
| バドミントン部             |          |              |
| バレーボール部             |          |              |
| 野球部                     |          |              |
| 陸上部（オンシーズンのみ） |          |              |

## 区域内小学校
- 浦添市立浦城小学校
- 浦添市立牧港小学校
- 浦添市立港川小学校

## 著名な出身者
【50音順】
- 伊計敬太郎 - ハンドボール選手[10]
- 池原綾香 - ハンドボール選手[11]
- 内田武志 - ハンドボール選手[12]
- 金城ありさ - ハンドボール選手[13]
- 砂川太志 - サッカー選手[14]
- 玉城ティナ - 女優[15]
- 銘苅淳 - ハンドボール選手[16]

## 不祥事
2009年、生活指導担当の教師が2年生の男子生徒に体罰を加えたとして、全校生徒に謝罪した。

## アクセス

### 自転車
自転車での通学は禁止

## ギャラリー
港川中学校の施設画像
- 校舎
- 体育館
- 運動場
- プール入口
- テニスコート[注釈 5]
- テニスコート[注釈 6]
- 正門
- 裏門 校舎側
- 裏門 体育館側

港川中学校の施設画像